# Prix Robert F. Kennedy des droits de l'homme
Le prix Robert F. Kennedy des droits de l'homme (Robert F. Kennedy Human Rights Award) a été créé en 1984 en l'honneur du courage des défenseurs des droits de l'homme à travers le monde et en la mémoire du sénateur américain Robert Francis Kennedy.

## Contexte historique
À la suite de l'assassinat de Robert Kennedy le 5 juin 1968, est créée la Fondation du Mémorial Robert F. Kennedy. Cette organisation, à but non lucratif, agit en mémoire de Robert Kennedy et pour un monde plus juste et pacifique.

« Chaque fois qu'un homme défend un idéal, ou agit pour améliorer le sort des autres, ou se bat contre l'injustice, il envoie un petit souffle d'espoir, et se croisant à partir d'un million d'autres centres d'énergie et d'audace, ces souffles construisent un courant capable d'abattre les murs les plus puissants de l'oppression et de la résistance. »

— Robert F. Kennedy, Le Cap, 6 juin 1966

## Prix Robert F. Kennedy
En 1984 est créé le « prix Robert F. Kennedy des droits de l'homme » en l'honneur du courage des défenseurs des droits de l'homme à travers le monde. Le prix comprend une somme de 30 000 $US ainsi qu'une assistance juridique et technique offerte par le Centre RFK pour les droits de l'Homme. Une sélection se fait par un jury indépendant, composé d'experts spécialistes des droits de l'homme.
Certains lauréats ont atteint leurs objectifs, d'autres sont en exil de leur pays d'origine. La majorité des lauréats continue à vivre dans leur pays d'origine et de travailler, avec l'appui du Centre RFK (renommé le Robert F. Kennedy Human Rights), à la promotion des droits de l'homme.

## Lauréats
- 2018 : Color of Change (en), International Indigenous Youth Council et March For Our Lives, États-Unis
- 2017 : Alfredo Romero, Venezuela
- 2016 : Just Leadership USA and Andrea C. James, États-Unis
- 2015 : Natalia Taubina, Russie
- 2014 : Adilur Rahman Khan, Bangladesh
- 2013 : Ragia Omran, Égypte
- 2012 : Librada Paz, États-Unis
- 2011 : Frank Mugisha, Ouganda
- 2010 : Abel Barrera Hernández, Mexique
- 2009 : Magodonga Mahlangu et Women Of Zimbabwe Arise (Femmes du Zimbabwe debout)
- 2008 : Aminatou Haidar, Sahara occidental
- 2007 : Mohamed Ahmed Abdallah Abubaker, Soudan
- 2006 : Sonia Pierre, Haïti/République dominicaine
- 2005 : Stephen Bradberry, La Nouvelle-Orléans (Louisiane), États-Unis
- 2004 : Delphine Djiraibe, Tchad
- 2003 : Coalition des travailleurs Immokalee, États-Unis
- 2002 : Loune Viaud, Haïti
- 2001 : Darci Frigo, Brésil
- 2000 : Martin Macwan, Inde
- 1999 : Michael Kpakala Francis, Liberia
- 1998 : Berenice Celeyta, Gloria Flórez, Jaime Prieto et Mario Calixto, Colombie
- 1997 : Sezgin Tanrikulu et Senal Sarihan, Turquie
- 1996 : Anonymous, Soudan
- 1995 : Kailash Satyarthi, Inde, et Doan Viet Hoat et Nguyen Dan Que, Vietnam
- 1994 : Wei Jingsheng et Ren Wanding, Chine
- 1993 : Bambang Widjojanto, Indonésie
- 1992 : Chakufwa Chihana, Malawi
- 1991 : Avigdor Feldman, Israël et Raji Sourani, Palestine
- 1990 : Amilcar Mendez Urizar, Guatemala
- 1989 : Fang Lizhi, Chine
- 1988 : Gibson Kamau Kuria Kenya
- 1987 : Kim Geun-tae et In Jae Keun, Corée du Sud
- 1986 : Zbigniew Bujak et Adam Michnik, Pologne
- 1985 : Allan Boesak, Beyers Naude et Winnie Mandela, Afrique du Sud
- 1984 : Comadres, Salvador